# Kiyoshi Hikawa
Kiyoshi Hikawa (氷川きよし) (Fukuoka,6 de setembro de 1977) é um cantor japonês dos gêneros Enka, J-pop e rock. Estreou em 2000 e seu nome artístico foi dado por Takeshi Kitano, também conhecido como "Beat Takeshi", da dupla cômica do filme Two Beat. O diretor de cinema japonês, o comediante e apresentador de televisão também foi um dos primeiros apoiadores de Hikawa Kiyoshi.
Seu nome verdadeiro é Kiyoshi Yamada. Em alguns casos, o nome "kiina" (kii + natural) é usado. Altura 1,78 cm. O peso é de 62 kg. O tipo sanguíneo é o tipo A. A gravadora pertence à Nippon Columbia. Pertence a KIIZNA. A antiga agência de entretenimento era a Nagara Productions.

## História
Hikawa nasceu no bairro de Minami, cidade de Fukuoka, província de Fukuoka. Depois de se formar na Fukuoka City Ogusu Elementary School e na Fukuoka City Takamiya Junior High School, ele se formou na Fukuoka Daiichi Commercial High School.
Em 2 de fevereiro de 2000, estreou-se como cantor em conjunto em "Hakone Hachiri no Hanjiro". Ele atraiu muita atenção como um cantor de enka com aparência de um ídolo masculino visual kei, e em combinação com a habilidade de cantar do talentoso grupo e a atualidade do Beat Takeshi naming, o prêmio de música e o prêmio de melhor rosto novo incluindo o Japan Record Awards no final do ano seguinte.
Em 2001, apareceu na capa da "Oricon Week The Ichiban" (agora "Oricon Style"). O cantor de Enka foi o terceiro cantor de enka a aparecer na capa da revista, depois de Kazuko Matsumura e Sanae Jonouchi da época da "Oricon Weekly".
A série "Enka Meikyoku Collection", lançada desde 2001, registra que, a cada vez que foi lançada, ficou entre os dez melhores na parada de álbuns da Oricon. Quanto aos singles, desde o segundo single "Ooi Okkake Otojiro", lançado em 2001, entrou na lista dos dez melhores, todos os singles com o nome "Kiyoshi Hikawa" entraram na lista dos dez melhores singles. Hikawa é o único cantor de enka a ter esse recorde.
Desde cerca de 2003, com a melhoria do modelo DAM do sistema de karaokê online, as músicas representativas de Hikawa (como "Hakone Hachiri no Hanjiro" e "Kiyoshi no Zundoko bushi") que são distribuídas no mesmo modelo apresentam o próprio Hikawa como imagem de fundo. 
De 1o a 25 de julho de 2003, quando a apresentação especial no teatro Chunichi durante o verão frio, a exibição da apresentação do primeiro dia com música Chiaki no Chunichi Sports foi postada.
Em 2006, ele recebeu o Japan Record Award por "Ikken" e se tornou o quarto vencedor do recorde.  
Em 2007, ele ganhou o 4º Grande Prêmio pela primeira vez na história do Nihon Yūsen Taishō por "Kiyoshi no Soran Bushi". No NHK Kouhaku Utagassen de 2008, ele foi um daitori do Grupo Branco. 
Em 2017, ele ganhou o 9º Grande Prêmio no "50th Nihon Yūsen Taishō" pela primeira vez em 4 anos e o maior número da história. 
Em 2 de fevereiro de 2020, no dia do 20º aniversário de sua estreia, foi se apresentar no Nakano Sun Plaza, onde se realizou seu primeiro show. Ele comemorou o aniversário com fãs.
Em 9 de junho de 2020, o primeiro álbum pop Papillon -Bohemian Rhapsody- foi lançado. Junto com isso, um concerto para comemorar o lançamento do álbum foi planejado, mas foi cancelado para evitar a propagação da nova infecção por coronavírus (pandemia de COVID-19), que vem crescendo desde o ano anterior. Como alternativa, o original ao vivo "Kiyoshi Hikawa LIVE ~ Papillon ~ Presented by WOWOW" foi planejado e gravado em 2 de agosto do mesmo ano no My Navi BLITZ Akasaka sem público. Foi transmitido pela WOWOW Prime em 24 de outubro do mesmo ano. Em 11 de setembro de 2021, o primeiro show pop "Kiyoshi Hikawa -You are you- Release Tour 2021" foi realizado no LINE CUBE SHIBUYA com o público. Este padrão foi transmitido no WOWOW Plus em novembro do mesmo ano e no WOWOW na primavera de 2022.
Além das atividades de cantor, ele também está envolvido em atividades de talentos e aparições em canções populares.
Em 21 de janeiro de 2022, a agência anunciou que suspenderia suas atividades em 31 de dezembro de 2022.  "Desde que eu tinha 22 anos, minha energia era responder à sinceridade de todos os fãs, mas não consegui atender às minhas expectativas porque minha mente e meu corpo não vieram à minha mente, então vou descansar no próximo ano para um refresco. Eu realmente sinto muito por isso." 
Em um show no dia 27 de janeiro do mesmo ano, Hikawa não mencionou a possibilidade de voltar, mas na frente dos fãs, ele disse: “Você pode achar que está tudo bem, mas se você estiver feliz de novo.” 
No "Yozakura Enka Matsuri" em 6 de abril do mesmo ano, foi revelado que ele havia se submetido a uma cirurgia para remover pólipos nas cordas vocais. Ele informou que o tratamento foi concluído no dia 23 do mesmo mês. 
Em 31 de dezembro do mesmo ano, foi realizada a 73ª NHK Kouhaku Utagassen, e sua carreira de cantor foi suspensa. 
Em 27 de abril de 2024, anunciou que deixaria a agência de entretenimento "Nagara Productions" à qual era afiliado desde sua estreia, a partir de 31 de março, e se tornaria independente. No mesmo dia, anunciou a criação de uma nova empresa, "KIIZNA'', estabelecimento e a abertura de um site oficial. Ele estava programado para retomar suas atividades de entretenimento começando com um show no Tokyo Garden Theatre nos dias 16 e 17 de agosto,  mas devido aos efeitos do Tufão No. 7 No domingo, ela retomou suas atividades musicais pela primeira vez em 1 ano e 8 meses. A apresentação final desta turnê está programada para acontecer no Omiya Sonic City no dia 11 de outubro. Depois disso, ele realizará uma “Turnê de Concerto Teatral do 25º Aniversário” a partir de 25 de outubro. 

## Características
Música
Além do lançamento de álbuns de covers como a série "Enka Meikyoku Collection", que inclui canções originais, canções da era Showa e canções de humor, e canções originais, muitas canções pop foram usadas em programas de TV como "Kiyoshi to Konoyoru". Eles estão se exibindo e, no passado, também anunciaram um único CD com o nome KIYOSHI. Atualmente, os nomes não são usados corretamente e todas as músicas são unificadas sob o nome de Kiyoshi Hikawa. No “Music Fair” da Fuji TV, “FNS Uta no Natsu Matsuri”, “FNS Kayo Matsuri” ele cantou J-pop, e houve muito feedback do público. Especialmente, a música “Eikô no kakehashi” que colaborou com Yuzu em “Uta no Natsu Matsuri” foi elogiada pelo público por seu poder de canto, e Rei Kikukawa também fez uma colaboração com Hikawa e Yuzu como uma cena impressionante em “Uta no Natsu Matsuri”. 
A maioria dos trajes para cantar não são só quimonos, mas também roupas ocidentais (id est, roupas da moda). Além disso, a maior parte da coreografia da música não incorpora movimentos complicados e é relativamente simples. Isso porque é fácil de torcedores jovens para torcedores idosos lembrarem, e considera-se que o movimento é possível mesmo sentado.
Nome e suporte para nomes artísticos de Beat Takeshi
O nome artístico "Hikawa" (氷川) é derivado do santuário Hikawa em Akasaka, Minato-ku, Tóquio, onde estava localizada a produção do escritório afiliado em Nagara. "Kiyoshi" (きよし) é derivado do nome real de Hikawa, "Kiyoshi Yamada" Existem muitos mal-entendidos originados por Kiyoshi. Dizem que o padrinho é Beat Takeshi (Takeshi Kitano), mas, na verdade, é nomeado pelo presidente do escritório Jun Nagara, e quando Nagara apresentou Hikawa a Takeshi, ele já fez sua estreia com o nome artístico "Kiyoshi Hikawa". Foi quase decidido. Nagara diz que decidiu nomear Takeshi como pai para criar um tópico para vender o novo cantor Hikawa. Esta história é revelada pelo próprio Takeshi.
No NHK Kouhaku Utagassen, que apareceu pela primeira vez no ano em que Hikawa estreou, Takeshi também participou pela primeira vez como undercard de apoio de Hikawa com Ken Shimura. Além disso, mesmo no Japan Record Award Newcomer Award deste ano, Takeshi esteve no palco como um suporte para Hikawa.

## Pessoal
- Desde que se tornou um cantor popular, ele é considerado o Príncipe do Enka.
- "Waratte iitomo!", transmitido em setembro de 2013. No canto "Telefone Chocante", ele confessou que originalmente estava preocupado e fácil de pensar, e embora a turnê estivesse lotada, ele se sentia deprimido e às vezes se perguntava "Isso é uma queda?" Ele também disse que ficaria preocupado quando revisitasse a prefeitura que não visitava há cerca de cinco anos em turnê. Essa tendência se tornou notável desde que Jun Nagara, o presidente da agência, morreu em um acidente no Havaí em maio de 2012. No novo anúncio comercial do saquê "Hakutsuru Maru" realizado em 9 de setembro de 2013, ele disse que tinha o hábito de gritar na sua acomodação porque tinha medo de ansiedade e que tinha o hábito de beber até se embriagar nos feriados. 
- Conhecido por seu amor por seu anime Dragon Ball, ele também correu para a Cerimônia de Certificação do Recorde Mundial do Guinness de Masako Nozawa. Além disso, Nozawa também declarou que é uma fã de Hikawa desde sua estreia, e na 70ª transmissão do NHK Kouhaku Utagassen em 31 de dezembro de 2019, Hikawa fez uma performance da música "Genkai toppa x Survivor". Ele correu como um convidado de apoio durante a performance.

## Discografia

### Álbuns
- 2001-Enka Collection Meikyoku Ooi Okkake Otojirou ~ Seishun-hen (演歌名曲コレクション大井追っかけ音次郎青春编~ ~)
- 2001-Kiyoshi Hikawa Jikiden Original Karaoke (氷川きよし直伝オリジナルカラオケ)
- 2002-Enka Collection Meikyoku 2 ~ Kiyoshi no Zundoko Bushi ~ (演歌名曲コレクション2 ~きよしのズンドコ節~)
- 2003-Enka Collection Meikyoku 3 ~ Hakuun no Shiro ~ (演歌名曲コレクション3 ~白雲の城~)
- 2003-Otokogi (男気)
- 2004-Enka Collection Meikyoku 4 ~ Banba no Chuutarou ~ (演歌名曲コレクション4 ~番場の忠太郎~)
- 2005-Enka Collection Meikyoku 5 - Hatsukoi Ressha (演歌名曲コレクション初恋列车5)
- 2005-Enka Shobu-ban Juuni! ~ Omokage no Miyako (演歌十二番胜负!面影の都)
- 2006-Enka Collection Meikyoku 6 ~ IKKEN (演歌名曲コレクション一剣6)
- 2007-Enka Collection Meikyoku 7 ~ Abayo Soran Bushi no Kiyoshi ~ (演歌名曲コレクション7 ~あばよきよしのソーラン節~)
- 2008-Enka Collection Meikyoku 8 ~ Genkai Funauta (演歌名曲コレクション8 ~玄海船歌~)
- 2008-Enka Collection Meikyoku 9 ~ Aijou no Mizuumi (演歌名曲コレクション9 ~哀愁の湖~)
- 2009-Enka Collection Meikyoku 10 ~ Roukyoku Ichidai (演歌名曲コレクション10 ~浪曲一代~)
- 2009-Enka Collection Meikyoku 11 ~ Tokimeki no Runba (演歌名曲コレクション10 ~ときめきのルンバ~)

### Mini-Álbuns
- 2000-Matatabi Enka Meikyokusen Hikawa Kiyoshi / Hakone Hachiri não Hanjirou ~ ~ Kazagumo-hen (股旅演歌名曲選氷川きよし/箱根八里の半次郎风云编~ ~)
- 2000-Matatabi Enka Meikyokusen / Hakone Hachiri não Hanjirou (股旅演歌名曲选II /箱根八里の半次郎)
- 2001-Ooi Otojirou Okkake (大井追っかけ音次郎)
- 2002-Denka Hoshizora ~ não Akiko (银河~星空の秋子)

### Singles
- 2000-Hakone Hachiri Hanjirou no (箱根八里の半次郎)
- 2001-Ooi Otojirou Okkake (大井追っかけ音次郎)
- 2001-Kiyoshi Kono Yoru (きよしこの夜)
- 2002-Kiyoshi no Bushi Zundoko (きよしのズンドコ節)
- 2002-Akiko no Hoshizora (星空の秋子)
- 2003-Hakuun Shiro no (白雲の城)
- 2003-Hakone Hachiri no Hanjirou / Okkake Otojirou Ooi (箱根八里の半次郎/大井追っかけ音二郎)
- 2004-Kiyoshi Dodonpa no (きよしのドドンパ)
- 2004-Banba Chuutarou no (番場の忠太郎)
- 2005-Hatsukoi Ressha (初恋列车)
- 2005-Omokage Miyako no (面影の都)
- 2006-IKKEN (一剣)
- 2007-Abayo (あばよ)
- 2007-Kiyoshi no Bushi Soran (きよしのソーラン節)
- 2008-Genkai Funauta (玄海船歌)
- 2008-Aijou Mizuumi no (哀愁の湖)
- 2009-Roukyoku Ichidai (浪曲一代)
- 2009-Tokimeki Rumba no (ときめきのルンバ)
- 2010-Shamisen Tabigarasu (三味線旅がらす)